# 460
460 је била преступна година.

## Догађаји
- Цар Мајоријан окупља експедиционе снаге (Алане и друге варваре) у Лигурији, и након дугог марша улази у Аквитанију, где посећује краља Теодорика II у Тулузу.
- Цар Мајоријан упада у Хиспанију; његови генерали Непотијан и Сунијерик предводе визиготску војску у Галецију. Свеви су поражени и Лузитанија (модерни Португал) је освојена.
- Краљ Генсерик, страхујући од римске инвазије, покушава да преговара о миру са Мајорианом, који одбија. Вандали пустоше Мауретанију, а маурски ратници трују бунаре.
- Цар Мајоријан окупља велику флоту у Новој Картаги (Картахена) у припреми за инвазију Вандалског краљевства у Африци. Међутим, краљ Генсерик организује напад на флоту, користећи појединце који су наклоњени Вандалима да изврше рацију. Флота је уништена, а експедиција напуштена.
- Цар Лав I оснива екскубиторе (царску гарду) у Цариграду; ова елитна тагматска јединица (300 људи) је регрутована из редова ратоборних Исавријанаца.
- 27. март – Шваби нападају галски град Луго. Гувернер је убијен.
- Хепталити (Бели Хуни) освајају остатке Кушанског царства и улазе у Индију.
- У Персијском царству почиње глад која ће трајати неколико година.
- Завршено је преуређење куполе крстионице Неон у Равени (Италија).
- Пећине Аџанте (Индија) су завршене (урезане у вулканску стену и детаљно осликане).
- Седећи Буда у пећинама Иунганг, Датонг (Шанси), је направљен.
- Коптска православна црква (Египат) се одваја од Православне цркве у Александрији.
- Генадије I, патријарх цариградски, протерује Тимотеја II, патријарха Александријског.

## Смрти
- Атенаида-Евдокија
- Ардарик - владар, односно краљ Гепида